# (8141) Nikolaev
(8141) Nikolaev (1982 SO4) – planetoida z pasa głównego asteroid okrążająca Słońce w ciągu 3,71 lat w średniej odległości 2,39 au. Odkryta 20 września 1982 roku.